# جانکی ایکس‌ال
جانکی ایکس ال با نام اصلی (تام هولکنبورگ) از سازندگان مطرح موسیقی فیلم‌های سینمای هالیوود است.
وی ملیت هلندی دارد.

## فیلم شناسی
- زنده یا مرده
- ۳۰۰: ظهور یک امپراتوری
- ناهمتا (فیلم ۲۰۱۴)
- فرار در سراسر شب (فیلم ۲۰۱۵)
- مکس دیوانه: جاده خشم
- عشاء ربانی سیاه
- ددپول (فیلم)
- بتمن و سوپرمن: طلوع عدالت (با همکاری هانس زیمر)
- نابودگر: سرنوشت تاریک
- لیگ عدالت زک اسنایدر(نسخه کارگردان)(zack Snyder's justice League 2021)
- ماه سرکش بخش ۱: فرزند آتش
- ماه سرکش بخش۲: زخم زننده